# Семке, Валентин Яковлевич
Валентин Яковлевич Семке (8 сентября 1936, Александровка, Ейский район, Азово-Черноморский край, РСФСР — 15 марта 2013, Томск, Российская Федерация) — советский и российский психиатр, доктор медицинских наук, профессор, академик РАМН, директор НИИ психического здоровья Томского научного центра СО РАМН.

## Биография
Родился в семье служащего.
В 1960 году окончил Алтайский государственный медицинский институт имени Ленинского комсомола.
- 1965 г. — защитил кандидатскую диссертацию на тему: «Клиническая динамика психопатий в позднем возрасте» (руководитель — академик АМН СССР, профессор О. В. Кербиков),
- 1970—1979 гг. — доцент,
- 1979—1982 гг. — заведующий кафедры психиатрии Алтайского медицинского института,
- 1981 г. — защитил докторскую диссертацию на тему: «Клинический и нейрофизиологический аспекты изучения истерии»,
- 1982—1986 гг. — заместитель директора по научной работе Сибирского филиала Всесоюзного научного центра психического здоровья (ВНЦПЗ) АМН СССР, научным руководителем первого клинического отделения по изучению пограничных состояний,
- с 1986 г. — директор НИИ психического здоровья Томского научного центра СО РАМН,
- 1996—1998 гг. — заведующий кафедрой медицинской психологии и психотерапии Сибирского медицинского университета,
- с 1998 г. — профессор кафедры генетической и клинической психологии Томского государственного университета,
- с 2001 г. — заведующий кафедрой клинической персонологии и психотерапии.

В 1986 г. избран членом-корреспондентом АМН СССР, а в 1994 г. — академиком РАМН, профессор (1989).

## Научная деятельность
Являлся основателем школы сибирских пограничных психиатров и клинических психологов. Автор 1400 научных работ, 55 монографий, 30 патентов. Под его руководством защищено более 45 диссертаций на соискание ученой степени доктора и 85 — кандидата медицинских наук. Осуществлено 2 выпуска фундаментальных трудов: «Атлас основных психических заболеваний в Сибири и на Дальнем Востоке» (1988), «Психическое здоровье населения Томской области» (1999). В течение 15 лет — главный редактор научно-практического рецензируемого журнала «Сибирский вестник психиатрии и наркологии». Являлся членом редакционных советов и редколлегий 15 отечественных и зарубежных журналов.
Ученым установлены закономерности взаимодействия экзоэкологических (в том числе радиационных) и эндоэкологических (соматических и психических) факторов в формировании пограничных нервно-психических расстройств на индивидуальном, групповом и популяционном уровнях. Получены новые данные о состоянии молекулярных, ультраструктурных механизмов токсикогенных эффектов этанола, о значении бензодиазепиновых рецепторов в формировании патологического влечения, о типологических особенностях когнитивно-дефицитарных расстройств. Разработаны основы трехступенчатой системы реабилитации подростков, употребляющих наркотики. Создан новый метод микроволновой терапии алкоголизма.

### Научные труды
- «Истерические состояния» (1988),
- «Пограничные состояния и психическое здоровье» (1990),
- «Ипохондрические состояния в общесоматической практике» (1991),
- «Умейте властвовать собой, или Беседы о здоровой и больной личности» (1991),
- «Алкоголизм: региональный аспект» (1992),
- «Женский алкоголизм» (1993),
- «Психопатология юношеского возраста» (1994),
- «Пограничные состояния. Региональные аспекты» (1995),
- «Факторы риска и патогенетические механизмы при хронических неспецифических болезнях» (1998),
- «Аутизм при шизофрении (феноменология, типология, прогностика)» (1998),
- «Этюды о сне» (1998),
- «Превентивная психиатрия: Руководство для врачей и студентов» (1999),
- «Очерки этнопсихологии и этнопсихиатрии» (1999),
- «Основы персонологии» (2001),
- «Транскультуральная наркология и психотерапия» (2001),
- «Клиническая персонология» (2001),
- «Привязанность. Зависимость. Симбиоз» (2001),
- «Психотерапевтическая динамика в аналитической группе» (2001),
- «Диагностические критерии функциональных расстройств сердечно-сосудистой системы» (2001),
- «Здоровье личности и психотерапия» (2002),
- «Аффективные расстройства» (2004).

## Семья
Дети:
- Сын Семке, Аркадий Валентинович (21.11.1959 — 22.01.2023), профессор.
- Дочь Семке Юлия Валентиновна, 11.09.1984 г.р.